# 1981 미다스

1981 미다스(1981 Midas, 임시 명칭: 1973 EA)는 지구근접 물체이자 잠재적으로 위험한 소행성으로 분류되는 베스토이드 소행성으로 직경이 약 2km이다.
1973년 3월 6일 미국 천문학자 찰스 코왈(Charles Kowal)이 캘리포니아주 샌디에고 카운티 팔로마 천문대에서 발견했다. 그리스 신화에 나오는 미다스 왕의 이름을 따서 명명되었다.